# Александар Берић
Александар Берић (Нови Бечеј, 13. април 1906 — Дунав, код Чиба 12. април 1941) је био поручник бојног брода прве класе Краљевске морнарице.

## Биографија
Поморску војну академију је завршио 1928., а током Априлског рата је био је командант монитора Драва. Имао је задатак да обезбјеђује гранични сектор Дунава код Бездана. Два дана је водио борбу са патролним чамцима, трупама на обали и авијацијом непријатеља.
Приликом повлачења војске ка Новом Саду, његов брод је напала 12. априла њемачка авијација код села Чиба (данашње Челарево). Александар Берић је био рањен, али је и даље одбијао нападе непријатеља све док брод није потопљен.
Његово тело пронашли су сељаци код села Белегиша и сахранили на сеоском гробљу.
Постхумно је 2002. одликован Медаљом части. Године 2015, поводом 70 година од Победе над фашизмом и 100 година Ратне морнарице, Војска Србије му је на гробљу у Белегишу подигла споменик.
На Тиском кеју у Новом Бечеју откривена је биста 24. августа 2017. године.